# Claudia Rivera
Claudia Rivera es una deportista guatemalateca que compitió en judo. Ganó una medalla de bronce en el Campeonato Panamericano de Judo de 2003, en la categoría de –78 kg.

## Palmarés internacional
| Campeonato Panamericano | Campeonato Panamericano | Campeonato Panamericano | Campeonato Panamericano |
| Año                     | Lugar                   | Medalla                 | Categoría               |
| ----------------------- | ----------------------- | ----------------------- | ----------------------- |
| 2003                    | Salvador (Brasil)       | Medalla de bronce       | –78 kg                  |